# Волошино (Житомирская область)
Волошино (укр. Волошине) — село на Украине, основано в 1908 году, находится в Лугинском районе Житомирской области.
Код КОАТУУ — 1822887605. Население по переписи 2001 года составляет 173 человека. Почтовый индекс — 11313. Телефонный код — 4164. Занимает площадь 0,56 км².

## Адрес местного совета
11313, Житомирская область, Лугинский р-н, с. Червоная Волока, ул. Шевченко, 56а